# Ulv
Ulven eller den grå ulv (Canis lupus) er et rovdyr, der lever i Europa, Asien og Nordamerika. Den er Europas næststørste landrovdyr, idet kun den brune bjørn er større.
Ulven holder til i skov og på steppelignende arealer, hvor den jager i et kobbel, en stor flok, bestående af et forældrepar og dets voksne afkom. Ulven er et typisk superrovdyr i sit område, med kun mennesker og tigre som reelle trusler imod den. Den lever hovedsagelig af større hovdyr, men tager også mindre dyr som mus, lemminger, harer og ryper. Den kan desuden leve af ådsler og af husdyr som kvæg, og omkring mennesker kan den gå i affald.
Ulven er stamfader til tamhunden (Canis lupus familiaris). For omkring 15.000 år siden begyndte mennesket at tæmme ulven og bruge den som vagthund eller jagthund. Der er fortsat tale om samme art, idet ulve og hunde kan avle frugtbart afkom sammen.
Ulven er et af verdens bedst kendte og velundersøgte dyr, og der er sandsynligvis skrevet flere bøger om den end om nogen anden dyreart. Den har en lang historie med mennesker, både som jaget i de fleste hyrdesamfund på grund af dens trussel mod husdyr og som respekteret i nogle landbrugssamfund såvel som blandt jæger-samlere. Selvom frygten for ulven er udbredt hos mange mennesker, har størstedelen af de dokumenterede angreb på mennesker været forbundet med ulve, der led af rabies. Der findes eksempler på, at ulve, der ikke er smittede af rabies, har angrebet og dræbt mennesker, hovedsageligt børn, men dette er usædvanligt, eftersom ulve normalt holder sig på afstand af mennesker grundet deres skyhed som følge af den menneskelige forfølgelse.

## Navn
Navnet ulv kommer af det fællesgermanske wulfaz 'ulv'. Ulverelaterede navne var almindelige blandt førkristelige germanske krigere: Wolfhroc (Ulvefrakke), Wolfhetan (Ulveskind), Isangrim (Gråmaske) Scrutolf (Ulveklæde), Wolfgang (Ulvegang) og Wolfdregil (Ulveløber).
Det latinske lupus er et låneord fra sabinerne, som ifølge englænderen Edward Topsell, kendt for bestiarier i 1600-tallet, er af græsk oprindelse og enten er afledt fra λεοπος (leopos), med betydningen "løve-fodet", eller fra λουκᾶς (loukas), med betydningen "lys".

### Ulv i talemåder
I talemåden "der er ugler i mosen" var der oprindelig tale om ulve. Efter at ulven blev udryddet i Danmark, tog ugler ulvens plads. Udtrykket "ugleset" kunne forklares ud fra gammel overtro, da det ansås for ildevarslende at se en ugle om dagen. Men faktisk er udtrykkets oprindelige form "ulveset", og det er så gammelt, at Plinius og Virgil brugte det.

## Beskrivelse
Ulven er det største medlem af hundefamilien, når man ser bort fra visse hunderacer. Vægt og størrelse varierer meget på tværs af udbredelsesområdet, og øges generelt proportionalt med breddegraden, hvor de største ulve i Alaska og Canada undertiden vejer 3-6 gange mere end deres slægtninge i Mellemøsten og Sydasien. I gennemsnit måler ulve 105 til 160 cm i længden og 80 til 85 over skulderen. Halen måler 29–50 cm i længden. Den gennemsnitlige vægt er 40 kg, varierende fra 12 kg til 80 kg. I gennemsnit vejer europæiske ulve 38,5 kg, nordamerikanske ulve 36 kg og indiske og arabiske ulve 25 kg. Hunner vejer typisk 2–5 kg mindre end hanner. Det er sjældent, at ulve vejer over 54 kg, selvom ekstraordinært store individer er registreret i Alaska, Canada og det vestlige Ruslands skove. Den hidtil tungest målte ulv vejede 79,4 kg og blev nedlagt i Alaska den 12. juli 1939.
Ørerne er forholdsvis korte og afrundede. Øjnene er smalle og skråstillede med gul iris. Pelsens farve varierer meget. Der findes hvide, cremefarvede, rødlige, gullige, grå og sorte individer. I tempererede områder af Europa og Asien er de hovedsageligt grålige og i arktiske regioner mest sorte eller hvide. Undersiden er gulhvid eller gråhvid. Ofte er ulvens ryg mørkere end dens hale, bug, ører og snude. Ulve i Norden har på ryggen en mørkt grågul pels med sorte partier over lænd og skuldre. Om vinteren er pelsen lysere.
Sorte individer er mere almindelige i Nordamerika end i Europa og Asien, med omkring halvdelen af ulvene i Yellowstone National Park sorte.
Ulven kan forveksles med hunderacer som f.eks. schæferhund. Denne har dog længere ører og store vandretstillede øjne med brun iris, og ulvelignende hunderacer har tillige som udgangspunkt anderledes gangart, hoved- samt haleføring. 

## Levevis
Ulve lever i familiegrupper, der består af et forældrepar, deres unger gennem de foregående par år, samt eventuelt nogle ældre individer. Gruppen forsvarer et territorium, der markeres ved hjælp af urinstænk og hylen. Under jagten på bytte samarbejder flokken. Et større bytte nedlægges ved under forfølgelsen at bide det i bagbenene, så det mister balancen og falder.
Almindeligvis yngler kun forældreparret. Forår eller sommer føder hunnen mellem en og otte hvalpe i en hule under jorden. Hvalpene åbner øjnene, når de er omkring 10 dage gamle. Når ungerne er omkring to år, er de voksne og kan forlade familien. Ungdyr kan strejfe langt omkring, ikke sjældent 50 km om dagen.
Det er en udbredt beskrivelse, at ulve lever i grupper ledet af en alfahan- og hun, som stammer fra studier af dyr i fangenskab.

### Levested
Ulven er en generalist, hvad angår levested (habitat) og kan opholde sig i ørkener, græssletter, skove og arktiske tundraer. Ulvens valg af levested hænger stærkt sammen med mængden af byttedyr, sneforhold, mangel eller lave forekomster af kvæg, vejtæthed, menneskelig tilstedeværelse og topografi. I kolde klimaer kan ulven mindske blodgennemstrømningen under sin hud for at holde på kropsvarmen. Fodpudernes varme reguleres uafhængigt af resten af kroppen og holdes kun lige over grænsen for frostskade, dér hvor puderne kommer i kontakt med is og sne. Ulve bruger forskellige steder for deres daglige hvile: Steder med læ foretrækkes under koldt og vindigt vejr, mens ulve i tørt, stille og varmt vejr gerne hviler sig i åbne landskaber. I efterårs- og forårsperioden, hvor ulve er mere aktive, ligger de gerne ude i det åbne uanset område. Hulerne er som regel lavet for ungerne i sommerperioden. Ved etableringen af hulerne gør hunnerne brug af naturlige læ såsom bjergspalter, klipper over flodbreder og huller dækket tæt af vegetation.

### Føde
Ulven specialiserer sig generelt i sårbare individer blandt de store byttedyr. Mange ulvebestande i områder med tætte befolkninger af mennesker er tvungne til at ernære sig af kvæg og affald, men vilde hovdyr såsom elg, kronvildt, råvildt og vildsvin er stadig det vigtigste fødegrundlag. Af andre byttedyr kan nævnes rensdyr, muflon og vildgeder.
Selvom den primære føde er mellemstore til store hovdyr, er ulve ikke kræsne. Mindre dyr, som også kan i indgå i føden, er bl.a. harer, ræve, egern, mus, muldvarpe og andre gnavere. De spiser jævnligt vandfugle og deres æg. Når disse fødeemner er utilstrækkelige, jager de firben, slanger, frøer (sjældent tudser) og tilgængelige insekter. I tider med fødemangel spiser ulve villigt ådsler og besøger fx begravelsessteder for kvæg såvel som slagterier. Kannibalisme er ikke usædvanligt blandt ulve; under barske vintre kan et kobbel angribe svage eller skadede ulve og kan også spise resterne af sit eget kobbels døde medlemmer. Mennesker angribes meget sjældent, og det sker som regel først efter længere tid, hvis ulven har mistet deres normale skyhed for mennesker.[kilde mangler]

### Fjender og konkurrenter
Ulven er et toprovdyr og befinder sig således øverst i sin fødekæde. Ulve dominerer typisk andre hundedyr såsom ræv, hyæne og sjakal i områder, hvor begge opholder sig. 

## Udbredelse
Ulven fandtes tidligere over størstedelen af den nordlige halvkugle, men intens jagt i flere århundreder udryddede den mange steder både lokalt og regionalt. I Danmark blev den sidste ulv i ældre tid skudt i begyndelsen af 1800-tallet, og i begyndelsen af 1900-tallet var ulven udryddet i det meste af Vesteuropa. Udviklingen er dog vendt, så den flere steder er på vej tilbage til sit oprindelige udbredelsesområde, fx i Centraleuropa og Skandinavien. I Danmark kendes den med sikkerhed igen fra 2012.
I Sverige, Norge og Finland skønnes det, at der findes ca. 500 dyr, mens der i Danmark ultimo 2024 anslås at være ca. 60-80 ulve i Jylland. Ulvens leveområder befinder sig i dag primært i et nordligt bælte fra Alaska i vest over Canada, Nordgrønland og Europa til det østlige Sibirien i øst. De største europæiske ulvebestande findes i Nordspanien, Italien, på Balkan samt i Polen og Rusland.

### Europas ulve
I 2023 anslog "Large Carnivore Initiative for Europe" (LCIE), som var en arbejdsgruppe under International Union for Conservation of Nature (IUCN), at der levede ca. 23.000 ulve i Europa udenfor Rusland og Ukraine. Det var en fremgang på ca. 35 % i forhold til de ca. 17.000 ulve anslået i den seneste foregående undersøgelse fra 2016. Selvom noget af stigningen i det rapporterede tal vurderes at skyldes forbedrede opgørelsesmetoder, vurderedes det også at dække over en betydelig reel stigning i bestanden.
En arbejdsgruppe i organisationen IUCN skelner mellem 9 ulvepopulationer i Europa:
| Region            | Population                | Lande |
| ----------------- | ------------------------- | --- |
| Iberiske halvø    | Iberiske                  | Spanien, Portugal                                                                                          |
| Alperne / Italien | Vestalperne               | Frankrig, Italien, Schweiz                                                                                 |
|                   | Apenniniske halvø         | Italien |
| Dinariske Balkan  | Dinariske Balkan          | Slovenien, Grækenland, Bulgarien, Kroatien, Bosnien-Hercegovina, Serbien, Montenegro, Makedonien, Albanien |
| Karpaterne        | Karpatisk                 | Tjekkiet, Slovakiet, Polen, Rumænien, Ukraine, Serbien                                                     |
| Skandinavien      | Skandinavisk              | Sverige, Norge                                                                                             |
| Nordøsteuropa     | Karelsk                   | Finland, Rusland                                                                                           |
| Nordøsteuropa     | Baltisk                   | Estland, Letland, Litauen, Polen, Rusland, Hviderusland, Ukraine                                           |
| Centraleuropa     | Centraleuropæiske lavland | Tyskland, Polen, Danmark, Belgien, Nederland                                                               |

### Ulve i Danmark - ældre tid
Allerede i den nordiske skabelsesmyte fortælles, hvordan Mundilfares to børn Sol og Måne blev sat på himlen af guderne, hvor de styrer vognene for sol og måne over himlen, forfulgt af jættefødte ulve, Skoll (Svig) og Hate (Hadefuld), der forsøger at sluge de lysende himmellegemer og lykkes med det i Ragnarok.
I sin Danmarks Krønike fra 1652 skrev Arild Huitfeldt om Valdemar Atterdag, at han i 1357 lod fremstille en mængde ulvegarn, hvorpå han drog til Jylland og besværede både høj og lav med påbud om ulvejagt. Om 1630 skrev en hr Slange, at "Jylland var dette Aar ilde plaget af Ulfve, som efter deres naturlige Sædvane havde følget med Krigen fra Tyskland. Thi siden Kong Friederich den Førstes Tiid var det rart, at Jyderne saae dennem der udi Landet." I 1695 skrev biskop Jens Bircherod: "Det er visselig at bejamre, at det gode Land (Vendsyssel) skal med disse fordærvelige Dyr saaledes være belastiget." I 1600- og 1700-tallet blev der gentagne gange udstedt forordninger om mødepligt til ulvejagt, og bøde for udeblivelse. "Hvo, som kan fange eller døde nogen Ulv, skal den næste Tingdag efterhen, bringe den til Herreds- eller Birketinget, hvor Ulven skal aftages, og Raden på en Plads ved Tinget ophænges." Jægeren modtog så sin belønning.
Ulvens udryddelse var vigtig for kongemagten. Således beordrede Christian 4. i 1630, at "Enhver, der havde nogen Jagtrettighed på sit Gods i Jylland, tre Aar efter hinanden uden ringeste Undskyldning skulde levere tre Ulveskind paa Kongens Tøjhus", mens Christian 5. i 1677 tildelte Johan Täntzer et kongeligt brev som "Ulvejæger i Jylland og Førstendømmet Slesvig." 
Fredhellig var ulven kun julenat, delvis fordi ulvene mentes at kunne være forheksede mennesker, varulve, som ifølge Olaus Magnus ved juletid forvandledes til ulve. Julefreden omfattede både ulv, bjørn, rotte og mus - alle skadedyr, som end ikke måtte kaldes ved deres rette navn - ulven blev omtalt som gråben. En særlig dansk skik gik ud på at hænge de dræbte ulve op til almen beskuelse. En fransk turist på Sjælland i 1652 bemærkede galgerne langs vejen, hvor tyve og ulve hang side og side. En polak besøgte i samme periode Nørrejylland, og skrev: "I Danmark flår man ikke ulvene, men hænger dem i en jernkæde i galger eller træer, hvor de får lov at hænge til de er rådnede op, og knoglerne falder ned af sig selv." Saxo beretter, hvordan Frode Fredegod ved lov befalede at straffe tobenende og firbenede ransmænd ens: "Hvem der stjal og blev grebet, skulde med Jernsøm nagles til Galgen og have en Ulv hængende ved side af til et Tegn, at de var Rovdyr begge to; og skulde derfor, som lige gode Brødre, ogå nyde lige god Ret." 
Ulven skal have været udryddet på Sjælland inden 1513, det år, hvor ulveskatten blev ophævet. Men Ed. Erslev hævdede i sin bog Om de glubende Dyrs Undergang i Nørrejylland fra 1871, at dér holdt ulven sig til langt ind i 1800-tallet. Den sidste danske ulv blev skudt i 1813 ved Estvadgård lidt sydvest for Skive. Fem nætter i træk sad skytten på Estvadgård i skjul ved kadaveret af et føl, før ulven viste sig. Natten til 21. juni 1813 fik han ram på den og dermed udryddet arten i Danmark. Den døde ulv, der viste sig at være en stor han, blev ført til retten i Holstebro, en belønning blev udbetalt, og skindet hængt op foran rådstuen. Sådan afsluttedes 13.000 år med ulv i Danmark.

### Ulve i Danmark - nyere tid
Der er dokumenteret vilde ulve i Danmark igen siden 2012. I oktober dette år blev den første ulv set ved Nors Sø i Thy. DNA-undersøgelser viste, at den samme ulv nogle måneder tidligere havde befundet sig i Slesvig-Holsten og dermed var indvandret til Danmark i løbet af året.
I december 2012 blev ulv nr. to observeret af to grupper jægere. Den 24. februar 2013 blev den fotograferet i en fotofælde på Harrild Hede. Derefter er der jævnligt blevet observeret flere ulve forskellige steder i Jylland. I 2014 var der identificeret 19 ulve på basis af DNA-spor. I 2017 blev det for første gang dokumenteret, at de danske ulve ynglede, idet tre ulvehvalpe blev optaget på vildtkamera i et naturområde syd for Holstebro.
Overvågningen af ulve i Danmark foretages af Den Nationale Ulveovervågning, som er et samarbejde mellem Naturhistorisk Museum i Aarhus og DCE - Nationalt Center for Miljø og Energi. Ifølge denne institution var der ved udgangen af 2024 22-42 voksne ulve og mindst 38 hvalpe (født i 2024) i Danmark. Udover otte ulvepar inkluderede de voksne ulve én enlig revirhævdende og 7-27 enlige strejfende ulve.

#### Lovgivning om ulve
Ulven har været fredet som en truet art i EU og dermed Danmark siden 1992 ud fra EU's habitatdirektiv. Det er derfor forbudt at jage eller indfange ulve. Overtrædelser kan give bøder og fængsel i op til to år. I helt særlige tilfælde kan Styrelsen for Grøn Arealomlægning og Vandmiljø dog give tilladelse til at "regulere" (dvs. skyde) en bestemt ulv. Der er i så fald tale om en såkaldt problemulv, dvs. en ulv, der modsat normal ulveadfærd ikke er sky, som er syg, som gentagne gange angriber husdyr, eller som i øvrigt virker farlig for mennesker.
Efter at ulven var indvandret til Danmark igen, blev der i 2014 udarbejdet en forvaltningsplan for ulv, der løbende tilpasses. Den giver blandt andet ret til erstatning for husdyrholdere, der lider tab som følge af ulveangreb.
På EU-plan åbnede EU-Kommissionen i 2024 for, at ulvenes beskyttede status kunne lempes, efter at ulvebestanden i hele EU var vokset til over 20.000 dyr.

#### Angreb på husdyr
I 2013 påviste DNA-undersøgelser, at en kalv, der blev fundet død ved Hemmet ved Skjern, samt to får ved Skærbæk, var blevet dræbt af to ulve. Siden er der i takt med den større ulvebestand blevet rapporteret om et stigende antal ulvedrab på husdyr. Det er dog ikke altid, at et formodet husdyrdrab skyldes ulve. Ifølge en opgørelse fra Naturstyrelsen over formodede ulvedrab i 2017 kunne kun 24 af 95 anmeldte tilfælde tilskrives ulve. Guldsjakaler stod for 23 tilfælde, og i resten af episoderne var der tale om angreb fra hunde eller om selvdøde dyr. I 2021 var der 78 dræbte husdyr i 16 ulve-angreb. I 2022 var ulve årsag til 32 angreb hvor 161 husdyr (mest får) gik tabt. Miljøstyrelsens kompensationsordning udbetalte 381.155 kroner. I 2023 var ulve årsag til 57 angreb på husdyr. Miljøstyrelsens kompensationsordning udbetalte 660.000 kroner.

#### Debat om ulven i Danmark
Siden ulven blev konstateret i Danmark igen i 2012, har der været en sommetider ophedet debat i befolkningen om dens tilstedeværelse. Der er flere tilfælde, hvor en ulv vides at være blevet skudt, og en række ulve er sporløst forsvundet og formodes ligeledes at være blevet skudt af jægere eller andre. I 2018 blev foreningen Ulvefrit Danmark stiftet i Vestjylland med det formål at udrydde ulven i Danmark igen, fordi den ifølge stifterne skabte utryghed i naturen.
Ifølge en meningsmåling i december 2024 var danskerne meget delt i spørgsmålet: 38 procent af de adspurgte ønskede, at regeringen skulle tillade jagt på ulve, mens 34 procent omvendt var enten overvejende  eller helt uenige. 16 procent var hverken enige eller uenige i jagt på ulve, mens 13 procent svarede "ved ikke".
Også politikerne på Christiansborg har forskellige holdninger til spørgsmålet. Jeppe Bruus, den socialdemokratiske minister for grøn trepart, som ulvene sorterer under, sagde i februar 2025, at han gerne ville gå til grænsen med hensyn til mulige værktøjer indenfor de gældende EU-regler til at skræmme ulvene væk fra beboede områder. Blandt oppositionspartierne ønskede Danmarksdemokraterne og Dansk Folkeparti, at regeringen skulle regulere ulvebestanden i Danmark, når eller hvis det blev muligt, mens SF var kritisk overfor at skyde bestanden og i stedet opfordrede til bedre beskyttelse, blandt andet i form af flere ulvesikrede hegn.

### Willums-tolden
Fana er i dag en bydel i Bergen, men var tidligere et separat herred. Fanas fattigvæsen opgav en "Willums-told" som indtægt, og overkommissionen i Bergen udbad sig ved gennemgang af regnskabet oplysninger om denne told. Fanas sogneråd forklarede, at "Willums-tolden" var bøndernes gave til de fattige. Ordningen var gammel, fra den gang "Landet var plaget med Udyr", dvs. ulve, "der stærkt grasserede" netop i Fana. Muligvis var gavens første modtager et fattiglem ved navn Willum, og gaven blev så opkaldt efter ham. I 1719 blev der indsamlet penge i Birkeland kirke til de fattige, til kirken og til Sankt Jørgensgård (dvs. sygehuset for spedalske) i Bergen, i håb om, at Gud til gengæld ville bortjage ulvene, der påførte husdyrene stor skade. I 1744 var der stadig mange ulve og ræve i Fana.

## Underarter
Ulven Canis lupus har følgende anderkendte underarter:
- Canis lupus nubilus

sydlige Rocky Mountains, Midtvesten, Øst- og Nordøstcanada, sydvestligste Canada og Sydøstalaska; stabil bestand
- C. l. lupus

Europa, Rusland, Kina, Mongoliet, Himalaya; den mest udbredte underart i Europa og Asien, anslået antal 100.000; stabil bestand
- C. l. pallipes

Iran, Afghanistan, Pakistan, Indien; stærkt truet, i tilbagegang. Er muligvis en selvstændig art.
- C. l. campestris

Mellem Sortehavet og det Kaspiske Hav; stærkt truet, i tilbagegang
- C. l. occidentalis

Alaska, nordlige Rocky Mountains, Vest- og Centralcanada; denne underart blev i 1995 genudsat i Yellowstone Nationalpark og Idaho; stabil bestand
- C. l. baileyi

Centrale Mexico, vestlige Texas, sydlige New Mexiko og Arizona; siden 1998 genudsat i Arizona, cirka 35-50 dyr; truet
- C. l. arctos (polarulv)

Canadiske Arktis, Grønland; stabil bestand
- C. l. lycaon

Sydøstlige Canada, østlige USA; truet
- C. l. albus

Nordlige Rusland, Sibirien; stabil bestand